# Luziânia
Luziânia este un oraș în Goiás (GO), Brazilia.